# 이즈미번
이즈미 번(일본어: 泉藩 이즈미한[*])은 일본 에도 시대에 있던 번으로, 지금의 후쿠시마현 이와키시 이즈미 지역에 존재했다. 번청은 이즈미 진야이나, 역대 번주는 성주격에 해당했다.

## 번의 역사
1622년, 나이토 마사나가가 이와키 다이라 번의 번주가 되었을 때, 마사나가의 적자 다다오키는 이즈미의 2만 석 영지를 분할받았다. 그리고 1634년, 마사나가가 사망하고 다다오키가 그 뒤를 이어 번주가 되면서, 다다오키는 마사나가의 유언에 따라 막내동생인 마사하루에게 자신의 영지를 물려주었다. 이로써 이즈미 번이 탄생하였다.
1646년에 마사하루의 뒤를 이어 번주가 된 마사치카는 번 영내에 성과 조카마치를 건설하였다. 3대 번주인 나이토 마사모리가 1702년 안나카 번으로 이봉되면서, 이타쿠라 시게아쓰가 고쿠다카 1만 5천 석으로 이즈미에 들어왔다. 시게아쓰의 아들 이타쿠라 가쓰키요가 1746년, 사가라번으로 옮겨가자, 혼다 다다유키가 대신 1만 5천 석으로 이즈미 번의 번주가 되었다.
2대 번주 혼다 다다카즈는 재정난의 극복을 위해 각종 개혁을 실시하여 번의 재정을 재건하였고, 당시 로주였던 마쓰다이라 사다노부에게 그 실력을 인정받아 와카도시요리, 소바요닌으로 막부에서 일하였고, 간세이 개혁 때에는 로주가 되어 막부 정치에 참여하였다. 이때 5천 석을 추가하여 영지 2만 석의 다이묘가 되었다. 5대 번주 혼다 다다노리는 번교 급심관(汲深館)을 세워 문무를 장려했고, 6대 번주 혼다 다다토시는 지샤부교, 소자반 등의 자리에 올라 막부 정치에 참여했다. 보신 전쟁 때는 막부군의 편에 서서 신정부군과 대립했고, 그로 인해 다다토시는 관직을 삭탈당하고 영지 2천 석 삭감과 강제은거 조치를 받았다. 그 뒤를 이은 혼다 다다노부는 1869년 판적봉환으로 이즈미 번지사가 되었다. 1871년, 폐번치현으로 마침내 번은 폐지되었다.

## 역대 번주
나이토 가문
1. 나이토 마사하루(内藤政晴) 재위 1634년 ~ 1645년
2. 나이토 마사치카(内藤政親) 재위 1646년 ~ 1696년
3. 나이토 마사모리(内藤政森) 재위 1696년 ~ 1702년

이타쿠라 가문
1. 이타쿠라 시게아쓰(板倉重同) 재위 1702년 ~ 1717년
2. 이타쿠라 가쓰키요(板倉勝清) 재위 1717년 ~ 1746년

혼다 가문
1. 혼다 다다유키(本多忠如) 재위 1746년 ~ 1754년
2. 혼다 다다카즈(本多忠籌) 재위 1754년 ~ 1799년
3. 혼다 다다시게(本多忠誠) 재위 1799년 ~ 1815년
4. 혼다 다다토모(本多忠知) 재위 1815년 ~ 1836년
5. 혼다 다다노리(本多忠徳) 재위 1836년 ~ 1860년
6. 혼다 다다토시(本多忠紀) 재위 1860년 ~ 1868년
7. 혼다 다다노부(本多忠伸) 재위 1868년 ~ 1871년